# 米羅夫斯基廳

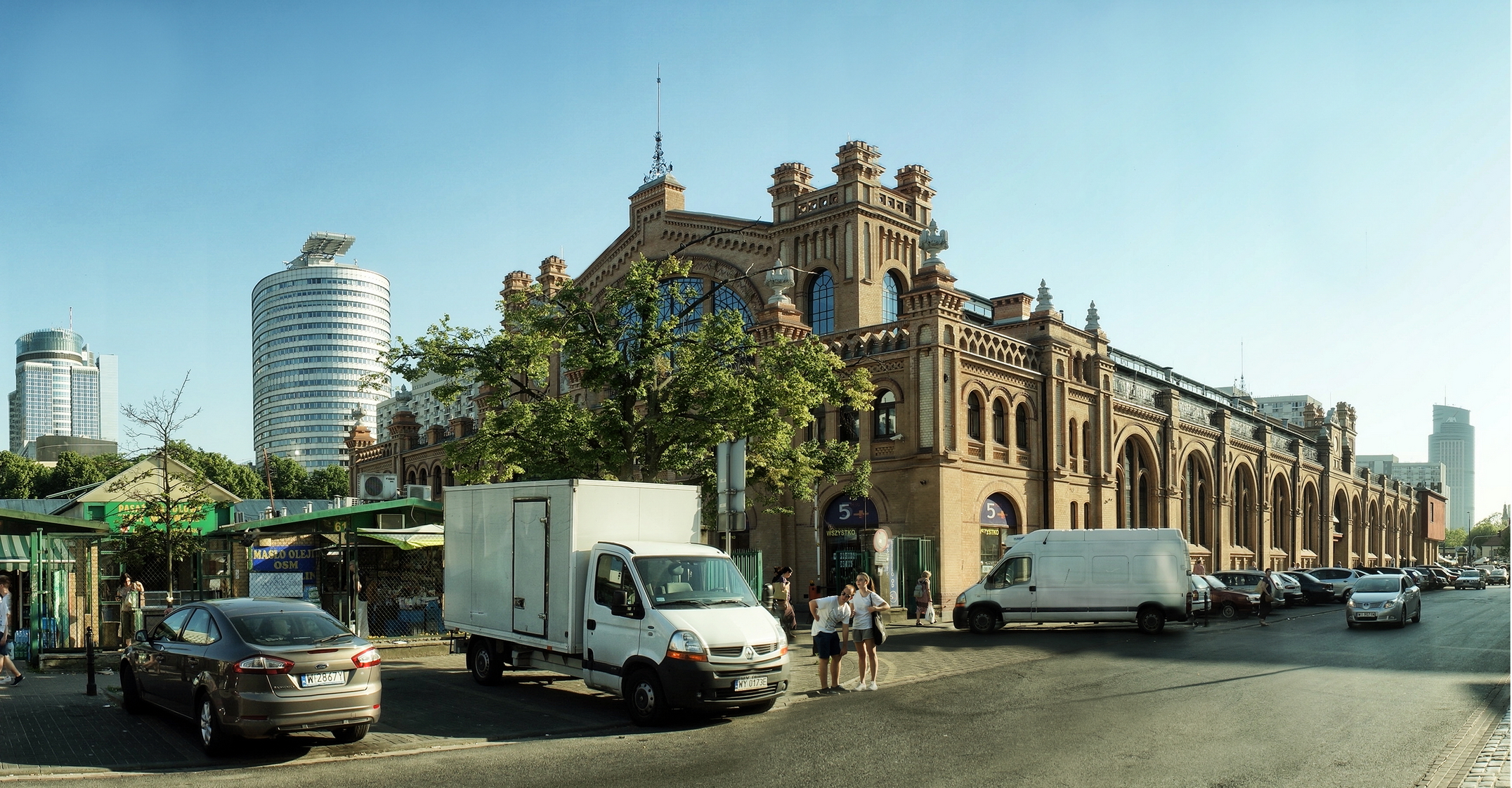
現在的米羅夫斯基廳

米羅夫斯基廳（Hale Mirowskie），舊稱貿易廳或市場廳，是波蘭首都華沙的一個貿易中心，修建於1899年至1901年，位於華沙米羅區。在1944年因華沙起義被毀前，米羅夫斯基廳是波蘭最大的貿易中心。1950年代至1960年代，米羅夫斯基廳進行重建，並恢復了原本貿易中心的功能。
52°14′20″N 20°59′54″E / 52.23889°N 20.99833°E